# Villaggio marino-sanatoriale di Salerno
Il villaggio marino-sanatoriale di Torre Angellara è un complesso progettato da Camillo Guerra e da Flavio Cermola ubicato a Salerno in via Clark, esempio di architettura razionalista.

## Storia
Nel 1933 era già attivo in località Torre Angellara un villaggio marino-sanatoriale che ospitava bambini per la colonia estiva ed altri colpiti dalla tubercolosi. Il complesso comprendeva quattro edifici: l'Aerium, la colonia peramente "Regina Elena", l'Ospizio Marino "Vittorio Emanuele III" ed il padiglione "Principi di Piemonte". Quest'ultimo e l'Aerium, gestiti dall'Ente Opere Assistenziali del Partito Nazionale Fascista, erano adibiti a colonia estiva. I quattro edifici erano sorti in tempi differenti, tra la fine degli anni Venti e l'inizio degli anni Trenta, sul litorale di Torre Angellara. La località era ideale per edifici con questa funzione: lontano dalla città, ma ad essa collegata dalla via della Calabrie, e vicino al mare. Sono edifici bianchi, dalle facciate semplici ed asciutte, con l'altro d'ingresso aperto a tutta altezza. Motivi architettonici in cui si scorge una sperimentazione razionalista, che era proprio di questo tipo di edifici.

### L'Ospizio Marino "Vittorio Emanuele III"
L'edificio dell'Ospizio Marino fu uno dei primi edifici a sorgere sulla spiaggia di Torre Angellara, ricavato dall'utilizzazione delle officine di un cantiere navale. La zona venne scelta perché era incontaminata e vicino al mare. Nel 1925 si stavano raccogliendo fondi per arredarne gli ambienti e due anni più tardi, l'istituto ospitava già ventitré bambini. Nel 1930 per dare maggiore impulso alla lotta al tubercolosi venne presentato un progetto di ampliamento dell'edificio firmato dall'ingegnere Flavio Cermola, dell'Ufficio Tecnico dell'Amministrazione Provinciale. Il progetto mirava non solo all'ampliamento dell'edificio esistente ma anche all'aggregazione di un fabbricato poco distante e alla sistemazione a verde dell'intera area. Lo scopo sanitario era quello di dotare la città di un centro che curasse i bambini affetti da tubercolosi in "forma chirurgica". Questo tuttavia avveniva, nell'ambito di una politica di ristrettezze economiche: infatti, venne trasformata una struttura già esistente e stanziato solo mezzo milione di lire. L'edificio aveva una forma rettangolare allungata e si sviluppava su due piani fuori terra, il progetto ne prevedeva l'ampliamento sopraelevandone le due ali estreme con muratura di tufo giallo. I dormitori con gli annessi servizi igienici vennero ricavati al primo piano, ognuno di essi occupava l'ala esterna dell'edificio ed era servito da una scala indipendente: al centro, a dividere simmetricamente l'Ospizio, vennero dislocate la sala operatoria, le due infermerie e, divise da un corridoio, le residenze delle suore. Al pianoterra trovarono posto gli altri servizi comuni come: il refettorio, nella grande sala centrale; la Cappella; la cucina; la lavanderia e la Direzione dell'Istituto. Il fronte sul mare si apriva al piano superiore con delle terrazze, che, fatta salva la parte centrale, occupavano tutto il piano dei dormitori. Le terrazze, almeno nelle intenzioni progettuali, dovevano essere delle verande, con copertura in ferro e vetri speciali, da utilizzare per la cura elioterapica. Il recupero della struttura esistente, come già detto, venne dettato da ragioni economiche, infatti le partizioni interne furono lasciate inalterate e delle due scale, già esistenti venne modificata soltanto quella orientale. Per il resto, la struttura venne integrata con muratura in tufo giallo, i solai in legno si sostituirono con solai di ferro e volterrane mentre la copertura ebbe una armatura in legno e tegole alla marsigliese. In fase di costruzione sul fronte verso il mare, venne inserito il balcone, che originariamente occupava tutta la parte centrale, poggiava su quattro fasci littori ed era delimitato da una balaustra. L'Ospizio venne poi completato dalla costruzione di un altro edificio (successivamente demolito), che avrebbe dovuto accogliere un padiglione per l'isolamento degli ammalati.

### La Colonia permanente "Principi di Piemonte"
L'Amministrazione Provinciale di Salerno, per onorare le nozze del principe Umberto, fece costruire nel 1930 un edificio per le Colonie Marine. L'incarico di redigere il progetto venne affidato all'Ufficio Tecnico del Comune di Salerno, allora diretto dall'architetto Camillo Guerra. Il nuovo progetto venne presentato nel gennaio 1930 e prevedeva la costruzione di un edificio che contenesse due padiglioni distinti per maschi e per femmine, dalla capacità totale di 200 letti. La struttura dell'edificio era prevista in cemento armato con pilastri fondati sui plinti. L'alto costo di costruzione però, indusse l'ufficio a redigere un nuovo progetto, composto da quattro distinti padiglioni collegati tra di loro da tre porticati aperti. Ma le particolari condizioni climatiche della zona, soggetta a forte vento, sconsigliarono la tipologia del porticati aperti, quindi si ritornò al primitivo concetto dell'edificio unico con cortili chiusi, eventualmente da utilizzare anche come colonia invernale. I lavori vennero dati in appalto nel dicembre del 1930 e già nell'ottobre 1931 i lavori vennero ultimati. Il padiglione, il cui costo finale fu di circa un milione e mezzo di lire, venne inaugurato il 20 dicembre 1931 alla presenza dei Principi di Piemonte a cui l'edificio era intitolato. L'edificio, che oggi ha assunto un colore diverso da quello bianco originario, presenta una forma poligonale con sei fronti, di cui quello concavo verso il mare e quello rettilineo verso terra, sono i principali e comunicano attraverso un porticato centrale coperto. Su entrambi i fronti, sobri e demarcati dalla cornice di coronamento corrono due filari di finestre, otto per piano; divise simmetricamente da un balcone con due lanterne e sorretto da due colonne che in origine alludevano a fasci littori. Particolare è il foro centrale, che sul versante a mare, un tempo, presentava una stella con al centro l'immagine della Madonna.
La Colonia è diventata sede di Soccorso Amico.